# Dubrovački dijalekt
Dubrovački dijalekt je novoštokavski (i)jekavski poddijalekt koji je isključivo hrvatski. Spada pod zapadnoštokavske dijalekte hrvatskog jezika.
Dalibor Brozović ga naziva poddijalektom istočnohercegovačkog dijalekta, a Iva Lukežić dijalektom štokavskoga narječja.

## Geografska distribucija
Geografski govoreći, dubrovački dijalekt nije raširen na velikom području u usporedbi s ostalim hrvatskim dijalektima. Govori se na području grada Dubrovnika i njegove okolice – od Janjine na poluotoku Pelješcu do Prevlake na granici s Crnom Gorom.

## Povijesni razvoj
U doba Dubrovačke Republike latinski i talijanski jezik uživali su službeni status, dok je slavenski bio jezik koji su stanovnici rabili u svakodnevnom životu. Postojanje pisara koji su vodili knjige na slavenskom zabilježeno je od 13. st. Tadašnja pisma u upotrebi bila su bosančica i ćirilica, što se pripisuje političkim i gospodarskim vezama sa susjednom Bosnom i Srbijom. 
Najpoznatiji dubrovački latinički molitvenici Vatikanski hrvatski molitvenik i Akademijin dubrovački molitvenik zabilježeni su od početka 15. st.
U doba renesanse, lokalni dramaturzi poput Marina Držića svjedoče jezičnoj posebnosti dubrovačkog mjesnog govora uz pomoć govorne karakterizacije svojih likova i posveta djela. Takva književna djela, uz ona neknjiževna poput raznih administrativnih zapisa, danas pomažu kod analize i rekonstrukcije dubrovačkog govornog idioma s kraja 15., te kroz 16. stoljeće.
Dubrovnik je predstavljao prijelazno područje između sjeverne ikavice i južne ijekavice. Upotreba dvoznaka ie na mjestu dugog jata, a slijeda j e na mjestu kratkog posvjedočena je u mnogim djelima. Također je prisutan utjecaj ikavske čakavštine osobito izražen u dubrovačkoj poeziji tog razdoblja.
U 17. i 18. stoljeću dubrovački je dijalekt prošao novoštokavski proces koji je proveden nedosljedno, nepotpuno i na svojstven način (posebice u prozodiji). Zahvaljujući tom procesu, kao i bogatoj dubrovačkoj književnosti, dubrovački je dijalekt znatno utjecao na oblikovanje hrvatskog standardnog jezika od sredine 18. st. do hrvatskog narodnog preporoda.

U tom razdoblju, dubrovački dijalekt nazivan je i jezikom:
| »                                    | Euridiče, tradžikomedija Paše Primovića Latiničića Dubrovčanina, prinesena po njemu u jezik dubrovački iz jezika latinskoga. | « |
| nepoznati dubrovački autor, 1617. g. | |   |

| »                      | Vanghielia i pistule istomaccene s Missala novvoga rimskoga u iesik dubrovacki sa grada i darxave dubrovacke. | « |
| Bartol Kašić, 1638. g. | |   |

## Jezična obilježja

### Fonologija
Dubrovački dijalekt smatra se natprosječno vokalnim. Sadrži pet realizacija fonema /o/: 
1. poluzatvoreni stražnji zaobljeni kratki samoglasnik
2. zatvoreni stražnji zaobljeni dugi samoglasnik
3. poluotvoreni stražnji zaobljeni dugi samoglasnik
4. nazalizirani poluzatvoreni stražnji zaobljeni dugi samoglasnik
5. otvoreni stražnji zaobljeni dugi samoglasnik.

Općenito pravilo dubrovačkog dijalekta navodi kako se stražnji samoglasnik duži tako da se diftongizira prvim višim stražnjim samoglasnikom. Prema tome je /ā/ = /oā / i /ō/ = /uō /. Prema istom principu javlja se hiperjekavizam gdje je  /ē/ = /iē/, tj. /ě/ (pr. nisam – nijesam; lijepih – lijepijeh).
Javlja se hiperjotacija gdje d + j prelazi u đ (pr. gdje – đe; vidjeti – viđet; djed – đed). 
Po pitanju naglasnih cjelina, prijedlozi se u govoru stapaju s riječi uz koju stoje (pr. o tebi – o‿tebi; petnaest do dva – kvarat‿do‿dva). Takvo stapanje javlja se i kod nekih sintagmi (pr. dobro jutro – dobro‿jutro; dobra večer – dobar‿veče'; dobra noć – dobra‿noć).

### Morfologija
Dubrovački dijalekt dijeli tipična obilježja štokavskih narječja općenito: -l na kraju sloga prelazi u -o (pr. rekal – rek(a)o), u nastavku -ao izostavlja se -a  (pr. rekao – reko; dal – do; žao – žo),  infinitivni nastavak gubi -i (pr. napraviti – napravit) i sl.
Treće lice množine prezenta konjugira se s nastavkom -u (pr. rade – radu; gule – gulu). 
Imenice muškog roda na -o poprimaju nastavak -a u genitivu jednine (pr. Vlaho, N. → Vlahe, G. – Vlaha, G.). 
Gramatički rod imenice mijenja se ovisno o završetku riječi (pr. dobra večer, ž. r. – dobar večer, m. r.; ovaj auto, m. r. – ovo auto, s. r.).

### Leksik
Leksik dubrovačkog govora tvore hrvatske riječi praslavenskog podrijetla, latinizmi, romanizmi (talijanizmi i romanizmi iz mletačkog dijalekta), turcizmi i grecizmi.
Pod dubrovačke riječi praslavenskog podrijetla spadaju: gòspār (praslav. *gospodь; gospodin), gospòđa, òžičica (praslav. *lъžica; žličica), pȕca (ženski rod, G jd. pȕcē), gȁćice (praslav. *ga’ti; donji dio donjega rublja), pȑžina (praslav. pȑga; pijesak), kúčak (praslav. *cúcьkъ; pas), crȅvja (cipela).
Primjeri dubrovačkih latinizama su: mòskār (lat. muscarium; lepeza), dûndo (lat. dominus > donno; ujak, stric ili tetak) i dúndo (lat. dominus > donno; odrasli muškarac), dûmna (vulgarnolat. domna; časna sestra), pȉpūn (lat. pepone; dinja), bjȅčva (lat. vitta, čarapa).
Primjeri dubrovačkih romanizama su: palètūn (fran. paletot; sako), nóne (tal. nonna; baba), bôča (tal. bocca; lopta), rûsica (tal. rosetta; pecivo), pjȁt (tal. piatto; tanjur), kȏrpić (tal. corpetto; grudnjak), fùndać (tal. fondaccio; talog), komònčīn (mlet. comonzìn; noćni ormarić), škàpīn (mlet. scapìn; čarapa), nȁpica (mlet. napa, stolnjak), obrùžat (mlet. brusàr; žarg. markirati), mànīna (mlet. manìn; narukvica), kòlājna (tal. collana; ogrlica), rèćīne (tal. orecchino; naušnice), saket (tal. sacchetto; vrećica).
Primjeri dubrovačkih turcizama su: mìnđuša (tur. mengüş; naušnica), ùtija (tur. ütü; glačalo), kàjiš (tur. kayış; remen), kusur (osm. küsûr ← arap. kusūr), kȅsa (tur. kese; vrećica).

## Njegovanje dubrovačkog dijalekta danas
Upotreba dubrovačkog govora danas opada. Akademik Dalibor Brozović tvrdi kako današnji cavtatski govor bolje predstavlja dubrovački poddijalekt nego sadašnji "urbanizirani i donekle izmiješani govor u samome Dubrovniku".
Postoje inicijative kojima se teži njegovanju dubrovačkog dijalekta:
- Spjegajmo po naški – emisija UNIDU radija Sveučilišta u Dubrovniku[11]
- Naški dubrovački rječnik – rječnik autora Davora Mladošića i Maje Milošević, 2011.[12]

## Vanjske poveznice
- Filologija, 52/2009. Orsat Ligorio: Izgovor glasa o u dubrovačkom govoru
- Jezik, br. 2/1998. Mario Grčević: Kako je dubrovački dijalekt postao poddijalekt "istočnohercegovačkoga dijalekta"
- Jezik, br. 3/1998. Mario Grčević: Zablude o ist. herc. govorima kao dijalektnoj osnovici hrvatskoga književnoga jezika - 2. dio
- Jezik, br. 1/1999. Mario Grčević: Ponovno o "istočnohercegovačkoj štokavštini" i kroatističkim stranputicama